# 乌克兰北方作战指挥部
乌克兰北方作战指挥部（烏克蘭語：Оперативне командування «Північ»）是乌克兰陆军在乌克兰北部设立的一个军区。总部位于切尔尼戈夫，管辖范围包括波尔塔瓦州、苏梅州、基辅州、日托米尔州、切尔尼戈夫州、切尔卡瑟州以及基辅市，部队代号为A4583。

圖中深綠色區域為北方作战指挥部的指揮範圍

## 历史
1996年，在乌克兰第1集团军（原苏军近卫第1集团军）的基础上组建立了北方作战和领土指挥部。1998年，北方作战指挥部在北方作战和领土指挥部的基础上成立，部队代号A1354。2005年4月20日，根据乌克兰国防部第322/1/010号令，该指挥部被解散（实际存在到2005年8月），成立了北方领土指挥部，部队代号为A0197。
2013年7月1日，根据乌克兰国防部和乌克兰武装部队总参谋部第D-322/1/02号联合令，A0197部队于2013年12月31日解散。同年，北方作战指挥部以乌克兰第13集团军为基础组建，总部位于羅夫諾，部队代号A0796。
2015年2月16日，北方作战指挥部的指挥权移交切尔尼戈夫，部队代号A4583，羅夫諾则为西方作战指挥部总部。

## 當前結構

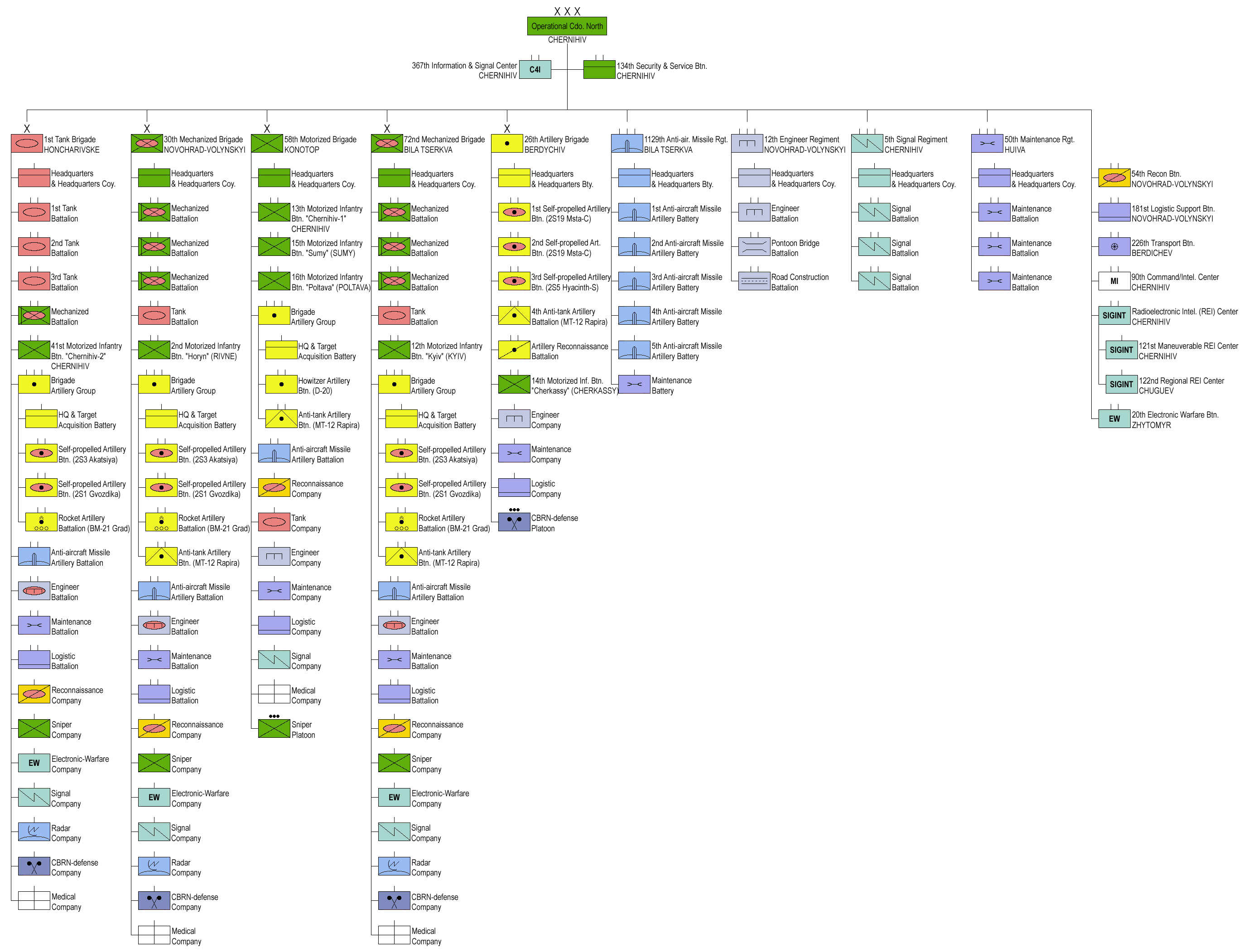
2017 年北方作战指挥部的指揮結構。

北方作战指挥部負責指揮在波爾塔瓦、蘇梅、基輔、日托米爾、切爾尼戈夫、切爾卡瑟州以及基輔的陸軍部隊, 部隊詳情如下:
- 北方作戰指揮部，切爾尼戈夫
  - 第 1 坦克旅, 洪恰里夫斯凯
  - 第 30 機械化旅, 兹维亚赫尔
  - 第 58 摩托化旅, 科諾托普
  - 第 72 機械化旅，白采爾克瓦
  - 第 26 砲兵旅, 別爾季切夫
  - 第 1129 防空導彈團，白采爾克瓦
  - 第 5 信號團，切爾尼戈夫
  - 第 12 工兵團，兹维亚赫尔
  - 第 50 維護團，惠瓦
  - 第 12 坦克營, 洪恰里夫斯凯[7]
  - 第 20 電子戰營，日托米爾
  - 第 54 偵察營，兹维亚赫尔
  - 第 181 後勤支援營，兹维亚赫尔
  - 第 226 運輸營，別爾季切夫
  - 第 134 安全與服務營，切爾尼戈夫
  - 第 90 指揮與情報中心，切爾尼戈夫
  - 第 367 信息與信號中心，切爾尼戈夫
  - 區域無線電電子情報 (REI) 中心，切爾尼戈夫
    - 第 121 機動 REI 中心，切爾尼戈夫
    - 第 122 REI 中心，丘胡伊夫

此外，其他受北方作战指挥部指揮的烏克蘭武裝部隊分別是：
- 地面部隊:
  - 第 27 火箭砲兵旅“蘇梅”，位於 蘇梅
  - 第 43 重砲旅，位於 佩雷亞斯拉夫
  - 第 18 陸軍航空旅，位於 波爾塔瓦
  - 第 107 火箭砲兵團，位於 克雷門丘克
- 空突部隊:
  - 第 46 空中機動旅，在 波爾塔瓦
  - 第 95 空突旅，位於 日托米爾
- 空軍:
  - 第 96 防空導彈旅，位於 丹尼利夫卡
  - 第 156 防空導彈團，位於 佐洛托諾沙
- 國土防衛隊
  - 第112國土防衛旅
  - 第114國土防衛旅
  - 第115國土防衛旅
  - 第116國土防衛旅
  - 第117國土防衛旅
  - 第118國土防衛旅
  - 第119國土防衛旅

## 指揮官
下列表格為歷任北方作戰和領土指揮部（1992-2005）、“北方領土指揮部（2005-2013）和北方作戰司令部（2014-）的指揮官。
| 軍銜 | 姓名                                        | 任期          | 任期       |
| 軍銜 | 姓名                                        | 開始          | 完結       |
| ---- | ------------------------------------------- | ------------- | ---------- |
| 中將 | 瓦連廷·鮑里斯金 (Valentyn Boryskin)         | 1992年        | 1996年     |
| 上將 | 維克托·科洛托夫 (Viktor Kolotov)            | 1996年        | 1998年     |
| 上將 | 奧列·舒斯堅科 (Oleh Shustenko)              | 2000年        | 2005年     |
| 上校 | 尤里·霍羅柳克 (Yuriy Horoliuk)              | 2005年8月15日 | 2005年     |
| 少將 | 谢尔盖·别萨拉布                             | 2005年        | 2007年     |
| 少將 | 阿納托利·瑟洛堅科 (Anatoliy Syrotenko)      | 2007年        | 2012年     |
| 中將 | 伊霍爾·科列尼克 (Ihor Kolesnyk)             | 2013年11月    | 2015年     |
| 少將 | 亞歷山大·洛科塔 (Oleksandr Lokota)          | 2015年        | 2017年2月  |
| 中將 | 維亞切斯拉夫·納扎爾金 (Vyacheslav Nazarkin) | 2017年2月     | 2017年     |
| 中將 | 弗拉基米尔·克拉夫琴科                       | 2017年        | 2019年     |
| 少將 | 瓦西里·奧斯普丘克 (Vasyl Osypchuk) (代任)   | 2019年        | 2019年12月 |
| 中將 | 維克托·尼科柳克 (Viktor Nikolyuk)           | 2019年12月    | 2023年3月  |
| 准將 | 德米特羅·克拉西尼科夫 (Dmytro Krasylnykov)  | 2023年3月     | /          |